# Margarida I da Dinamarca
Margarida I (Vordingborg, março de 1353 – Flensburgo, 28 de outubro de 1412) – também conhecida como Margarete – foi fundadora e monarca da União de Kalmar de 1389 a 1412, tendo sido rainha da Dinamarca e da Noruega em 1387–1412, e da Suécia em 1389-1412.

Era filha do rei Valdemar IV da Dinamarca (Valdemar Atterdag) e sua esposa a rainha Helvig de Schleswig.                                                                                                                   Casou em 1363 com Håkan Magnusson, o futuro rei da Noruega e da Suécia.                              Ela própria, assumiu a regência da Dinamarca em 1376, da Noruega em 1380 e da Suécia em 1389.                                                                                                                            

Foi a rainha soberana da Dinamarca mesmo não sendo costume para época uma mulher reinar. Seu título na Dinamarca deve-se ao seu pai Valdemar IV. Na Noruega e Suécia ela tornou-se rainha por seu casamento com Haakon VI.

## Rainha reinante

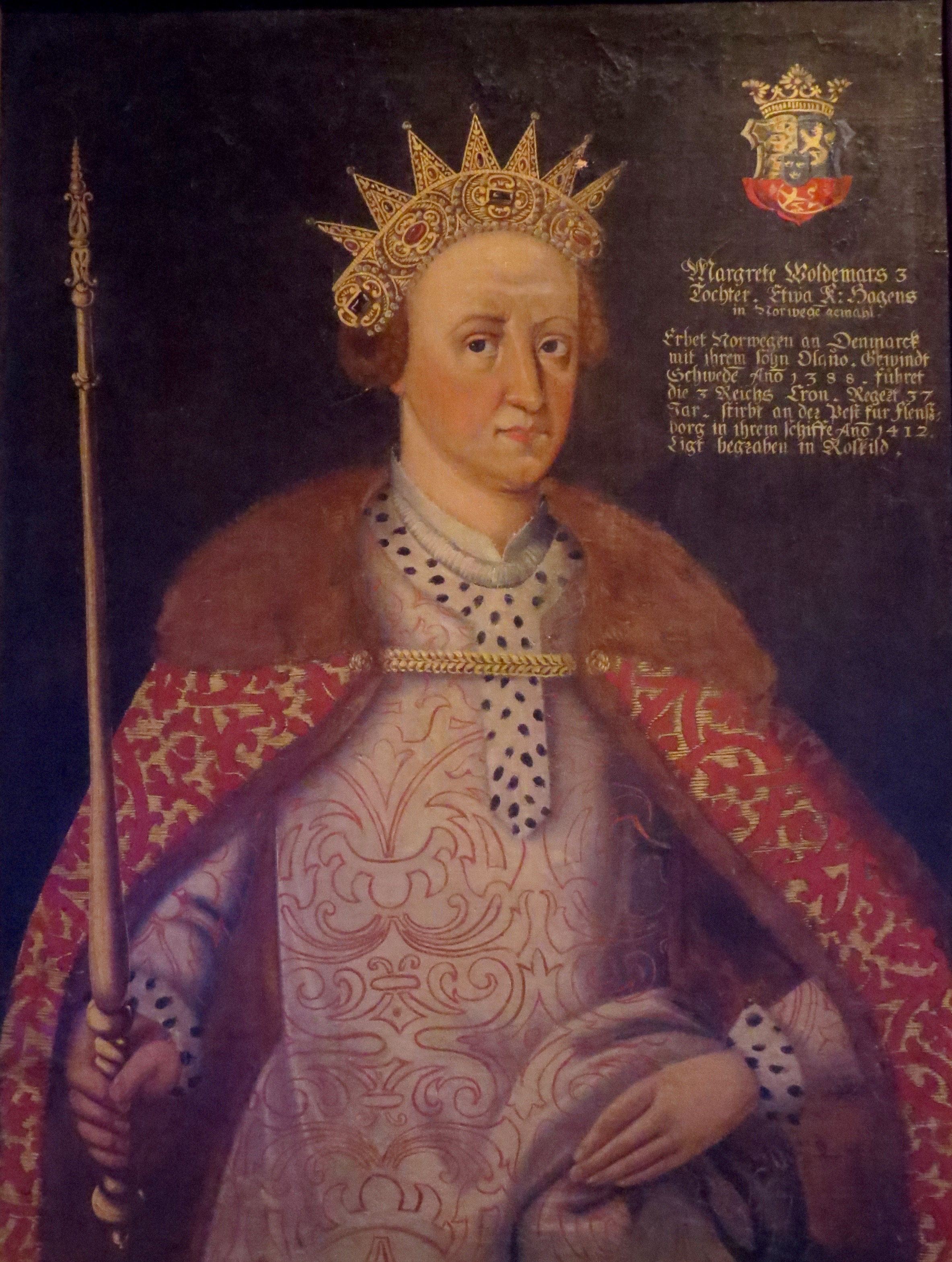
Retrato posterior de Margarida.

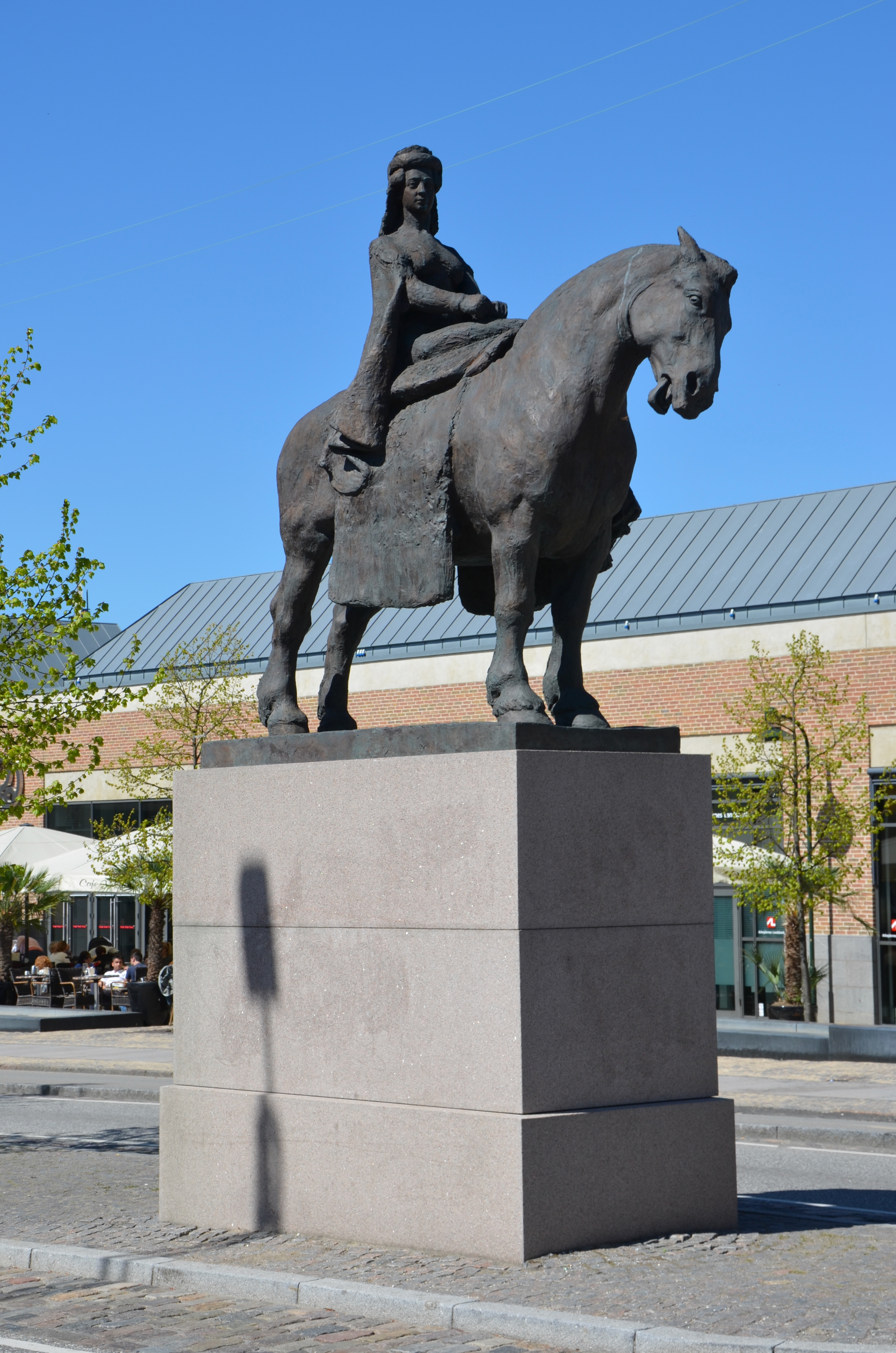
Reina Margarida I, Roskilde, della Anne Marie Carl-Nielsen

A Dinamarca não tinha a tradição de permitir às mulheres reinarem e por isso quando o filho dela morreu, ela foi rebatizada de "Senhora do Reino da Dinamarca". Ela teve o seu próprio tratamento de "Rainha da Dinamarca", durante o ano de 1375. Normalmente Margarida era referida como "Margarida, pela graça de Deus, filha de Valdemar da Dinamarca" e "Legítima herdeira da Dinamarca" quando se refere à sua posição na Dinamarca. Outros simplesmente referem-na como a "Senhora Rainha". O Papa Bonifácio IX escreveu para ela como "Rainha da Dinamarca" ou "Rainha da Dinamarca, Noruega e Suécia".
No que se refere à Noruega, ela era conhecida como Rainha (rainha-consorte, então rainha viúva) e regente. Na Suécia, ela era Rainha viúva e Regente geral. Quando ela casou com Haakon, em 1363, ele foi ainda co-rei da Suécia a rainha Margarida, e apesar de ser deposta, nunca abandonou o título. Quando os suecos expulsaram Alberto da Suécia, em 1389, em teoria, Margarida simplesmente retomou a sua posição original.

## Morte
Margarida faleceu subitamente a bordo de seu navio em Flensburgo, em 28 de outubro de 1412. Seu sarcófago feito pelo escultor Lübeck Johannes Junge (1423) fica atrás do altar-mor da Catedral de Roskilde, perto de Copenhaga. Ela deixou a propriedade para a catedral, na condição de se celebrar regularmente missas à sua alma. A Reforma (1536) interrompeu este ritual, no entanto, nesse dia um sino especial toca duas vezes em homenagem à Rainha.